# Ямпольский, Абрам Ильич
Абра́м Ильи́ч Ямпо́льский (29 сентября [11 октября] 1890 года, Екатеринослав — 17 августа 1956, Москва) — русский и советский скрипач и музыкальный педагог, профессор Московской консерватории. Один из крупнейших педагогов в истории российского скрипичного исполнительства. Заслуженный деятель искусств РСФСР (1937), доктор искусствоведения (1940).

## Биография
Родился 29 сентября (по старому стилю) 1890 года в семье екатеринославского мещанина Ильи Абрамовича Ямпольского и Ханы-Фейги Ямпольской. Учился в Петербургской консерватории по классу скрипки у Сергея Коргуева, а также композиции у Николая Соколова, Язепса Витолса и Максимилиана Штейнберга. По окончании консерватории в 1913 году вернулся в Екатеринослав, выступал в качестве солиста и камерного музыканта, занимался преподаванием. В 1920 году переехал в Москву, где получил место заместителя концертмейстера в оркестре Большого театра. Два года спустя вошёл в состав Персимфанса, а также получил место преподавателя Московской консерватории (с 1926 года — профессор, с 1936 года — заведующий кафедрой скрипки), преподавал также в Институте имени Гнесиных.
Абрам Ямпольский — один из основоположников современной отечественной скрипичной школы. Его преподавание основывалось на глубоко индивидуальном подходе к каждому ученику, развитии творческого чувства и темперамента исполнения. Практически всех своих воспитанников он провёл от первых шагов в обучении до стадии зрелого, сформировавшегося артиста. Среди учеников Ямпольского — Леонид Коган, Борис Гольдштейн, Юлиан Ситковецкий, Игорь Безродный, Эдуард Грач, Юрий Янкелевич, Марк Лубоцкий, Михаил Фихтенгольц, Леонарда Бруштейн, Алексей Горохов, Соломон Куцовский и многие другие известные скрипачи.
Свои педагогические методы Ямпольский изложил в брошюрах — «О методе работы с учеником» (1959), «К вопросу о воспитании культуры звука у скрипача» (1968). Под редакцией А. И. Ямпольского были изданы этюды для скрипки, он также является автором каденций к концертам Бетховена, Брамса и Паганини, множества переложений для скрипки и фортепиано.
Скончался в Москве в 1956 году, похоронен на Новом Донском кладбище.

Могила А. И. Ямпольского на Новом Донском кладбище в Москве

## Семья
Брат — Марк Ильич Ямпольский (1879—1951), виолончелист, музыкальный педагог, отчим виолончелиста Я. П. Слободкина. 
Брат — Наум Ильич Ямпольский (1902—1973), пианист и музыкальный педагог, доцент и заведующий кафедрой общего курса фортепиано на вокальном факультете Ленинградской консерватории, начальник Музыкального отдела Управления по делам искусств Совета народных комиссаров Узбекской ССР. У него были также брат Арон (1881), сёстры Бруха (1884) и Минца (1880).

## Награды
- два ордена Трудового Красного Знамени (03.06.1937 — за выдающиеся заслуги в области подготовки музыкальных кадров, 28.12.1946)
- заслуженный деятель искусств РСФСР (1937)

## Ямпольский о скрипичной технике

### Декламация в legato
Внутри фраз, исполняемых legato возможно осуществлять декламационное произношение отдельных звуков. В этом случае на начало каждого такого звука следует делать небольшой импульс горизонтального движения а перед началом следующего звука несколько тормозить его.
Этот прием следует совершать весьма отчетливо в эпизодах требующих повышенной декламации (например, в кульминационном монологе перед репризой второй части концерта № 7 Шостаковича). В минимальной же степени это возможно практически во многих эпизодах — даже созерцательного характера.
При декламации в legato каждый звук как бы приобретает форму, завершенность, возникает скрипичное bel canto. У крупных современных скрипачей этот прием почти всегда присутствует в кантилене. Однако в учебном процессе следует быть осторожным с его применением. Требовать его от ученика можно только при совершенном овладении основными штрихами и уже сформировавшемся художественном вкусе, чувстве меры, так как даже при небольшом злоупотреблении этот прием может привести к карикатурности в игре.
А. И. Ямпольский отмечал, что часто за чрезмерной декламацией скрывается плохое legato. К этому можно добавить — и отсутствие настоящего высокоразвитого художественного вкуса.
В скрипичной литературе существует множество эпизодов (например, в концертах Бетховена, Брамса), где legato должно" быть как бы кристально чистым, спокойным, без подчеркивания: переходов из звука в звук. При исполнении медленных частей! сонат Баха также весьма пародийно прозвучит декламационное подчеркивание относительно коротких звуков при длинной лиге. В подобных случаях целесообразно применять лишь общее ускорение или замедление скорости ведения смычка.

### Акцентировка в legato
Нередко в legato необходимо применять яркую акцентировку (например, в эпизодах героического плана — начало концерта № 1 Паганини). Её степень определяется характером музыки. Атака звука в legato, как и в detache, совершается импульсом горизонтального проведения смычка, который может для усиления динамики соединяться с уколом — нажимом «в струну».
Акцентировка часто совершается в начале лиг, что нетрудно осуществить, овладев видами detache и martele. Большую сложность представляет акцентировка звука внутри лиги (совпадающего с сильной долей такта, или специально акцентируемого), когда атака звука должна осуществляться без смены направления движения смычка и без его остановки. В таких случаях следует исходить из принципа исполнения штриха Виотти, первоначально исполняя паузу перед акцентированным звуком, а затем постепенно переходя к слитному штриху.

### Portato
Штрих portato занимает промежуточное место между legato и staccato. Он употребляется для увеличения артикуляции подвижных звуков внутри legato и для создания специфического волнообразного звукового эффекта.
Штрих представляет собой как бы мягкое staccato в кантилене, и его применять желательно ещё умереннее, чем прием декламационного произношения в legato, так как чрезмерное использование portato приведет к назойливости и однообразности в интерпретации. В более медленном движении portato используется в кантилене, а в более быстром — для усиления выразительности, «раскрашивания» виртуозно-фиоритурных оборотов.
Штрих portato может достигаться путём усиления нажима волоса смычка в начале каждого звука legato и дальнейшим отпусканием его с помощью мягких движений кисти при сохраняемой скорости ведения смычка.
Над штрихом целесообразно работать следующим образом:
Portato иногда неправильно называют portamento, что на самой деле обозначает слышимое, выразительное glissando в кантилене.
Исполняя аналогичные легкие колебания кисти с большей скоростью, в виде вибрации, при медленном ведении смычка на протяжном звуке, можно достичь приема вибрации правой рукой, создающего характерный колористический эффект.
Если необходимо усилить артикуляцию звуков (особенно при исполнении повторяющихся звуков в одну сторону ведения смычка), в штрихе portato следует к усилению нажима волоса в начале каждой ноты добавить мягкие импульсы горизонтального проведения смычка, совершаемые предплечьем при наличии легких амортизационных движений кисти. Перед каждым звуком ведение смычка приостанавливается. В результате этого получается как бы серия нанизанных на один смычок штрихов detache (Чайковский, реприза Канцонетты). Степень их слитности следует установить в зависимости от художественной задачи в данном эпизоде.

### Bariolage
Штрих bariolage представляет собой быстрое чередование соседних струн в legato и в основном встречается в виртуозно-скрипичной литературе (например, во второй вариации Каприса № 24 Паганини). В быстром темпе он придает исполнению изящную виртуозность (на этом штрихе построен весь Каприс № 12 Паганини).
При исполнении штриха необходимо добиться того, чтобы смена струн в любой части смычка производилась исключительно наклоном кисти с минимальной амплитудой движения, при спокойном положении локтя на уровне нижней струны.
Для уменьшения амплитуды движения можно рекомендовать следующее упражнение:
Для выделения звучания одного из голосов как основного, мелодического в полифоническом эпизоде, следует применять «косое» ведение смычка, которое даст возможность исполнять один из голосов ближе к подставке.
При необходимости выделять лишь отдельные звуки, движением кисти следует совершать определенные акценты на них.

### Комбинированные штрихи из legato и detache
Комбинированные штрихи из legato и detache широко применяются в скрипичной литературе. Подчас большие эпизоды строятся на их различном сочетании. Наиболее часто различные варианты их соединения применяются в действенных эпизодах развивающего характера.
Принцип исполнения этих штрихов тот же, что и legato и detache в отдельности, и при овладении ими изучение комбинированных штрихов не должно представлять больших затруднений. Основные задачи в комбинированных штрихах — нахождение наиболее целесообразного распределения смычка, степени плотности и акцентировки отдельных звуков.
Наиболее распространенными видами комбинированных штрихов из legato и detache являются следующие варианты:
Эти штрихи могут исполняться в различных темпах, в том числе в достаточно быстром. В наиболее быстром темпе желательно использовать среднюю и верхнюю части смычка, в более спокойном — нижнюю часть и весь смычок (его количество, конечно, зависит также и от динамических нюансов).
Изучение этих штриховых вариантов полезно начинать на этюде № 1 Крейцера.
Вариант, состоящий из звука detache и трех звуков legato (пример 28а), следует исполнять в спокойном темпе, используя всю длину смычка. Важно добиваться импульсивного проведения значительного количества смычка на первый звук лиги и целого смычка на отдельную ноту detache. Для того чтобы отдельный звук грубо не «выстреливал», необходимо на нём использовать быстрое легкое проведение смычка при небольшой плотности нажима. Звуки legato следует исполнять с большей плотностью. Вначале полезно добиваться довольно сильной степени и акцентировки, и филировки звуков.
Вариант, сочетающий два звука legato и два звука detache (пример 286), также следует исполнять в спокойном темпе целым смычком и поочередно верхней и нижней половиной. В нём следует добиться равновесия акцентировки и звуковой плотности между нижней и верхней частями смычка. Эти штрихи желательно научиться исполнять и весьма импульсивно, и более плавно, так как характер применения их в художественных произведениях бывает весьма различным.
Аналогично следует изучать вариант (пример 28г), используя целый смычок и поочередно верхнюю и нижнюю четверти смычка (распределение частей смычка должно быть исключительно точно вымерено).
Затем эти штриховые варианты следует изучать в более быстрых темпах поочередно только в верхней, нижней, средней частях смычка. Необходимо в самых плавных вариантах исполнения не терять ощущения свободно-импульсивной инерционности. При их изучении в дальнейшем целесообразно использовать различные динамические нюансы, crescendo и diminuendo.
Штрих Паганини, сочетающий маркированное detache и два звука legato, следует изучать выше середины смычка, постепенно добиваясь темпа, необходимого при исполнении штриха в его произведениях. При исполнении этого штриха в четырехдольных группах желательно уметь смещать акцентировку в соответствии с сильной долей такта.
Исполняя все перечисленные варианты в быстром темпе небольшой частью смычка, важно следить, чтобы кисть руки совершала легкие, как бы «приплюсовывающиеся» движения к движениям предплечья на мелких detache (аналогично исполнению штриха detache в быстром темпе, что ранее подробно разбиралось).